# Gottlieb Daimler
Gottlieb Wilhelm Daimler (Schorndorf, 1834. március 17. – Cannstatt, 1900. március 6.) német gépész, ipari tervező és iparmágnás, aki úttörő szerepet játszott a belső égésű motorok és az automobilok kifejlesztésében a 19. század végén. Az ő és munkatársa, Wilhelm Maybach újításának számít a nagy sebesség elérésére képes, folyékony üzemanyaggal hajtott motorok létrehozása.
A két szakember olyan hajtóművet akart megalkotni, amit bármilyen helyváltoztatásra képes eszközre fel tudnak szerelni. 1883-ra egy olyan horizontálisan elhelyezett hengerű, sűrítéses, lefojtható benzinmotort fejlesztettek ki, ami megfelelt Daimler elképzeléseinek a nagy sebességű hajtóművet illetően, mivel használható volt anyagszállítási célokra. Ez a hajtómű a „Daimler álma” nevet kapta.
1885-ben Daimler és Maybach a motort újratervezték, annak hengerét vertikálisan helyezték el.  Daimler ennek a hajtóműnek a Standuhr nevet adta, mivel erősen hasonlított egy ingaórára. Ezt a motort egy két kerekű járműre szerelték fel, megalkotva az első belső égésű motorral felszerelt motorkerékpárt, aminek a Reitwagen nevet adták. A következő évben a motort egy hintóba, majd egy csónakba szerelték be.
1890-ben a vállalkozásukat Daimler Motoren Gesellschaft (DMG) néven tőzsdére vitték, az első automobiljukat 1892-ben adták el. Daimler betegség miatt egy időre visszavonult a cégnél folytatott tevékenységétől, de visszatérése után nehézségeket tapasztalt a többi részvényessel való együttműködésben és emiatt 1893-ban lemondott, de 1894-ben visszatért. A közben távozó Maybach vele egyidőben szintén visszatért a DMG-hez. Daimler 1900-ban hunyt el. Wilhelm Maybach 1907-ig maradt a vállalatnál.
Röviddel Daimler halála után állította elő a DMG az igen sikeres Mercedes nevű modelljét, amelyet sokan az első modern autónak tartanak és ez vált a vállalat gépkocsijainak bejegyzett nevévé. A Gottlieb Daimler által alapított Daimler AG 1926-ban egyesült a Karl Benz által alapított Benz AG-vel. A vállalat 1998-ig Daimler-Benz AG néven, 1998–2007 között Daimler-Chrysler AG néven volt bejegyezve.

## Élete korai szakasza és tanulmányai

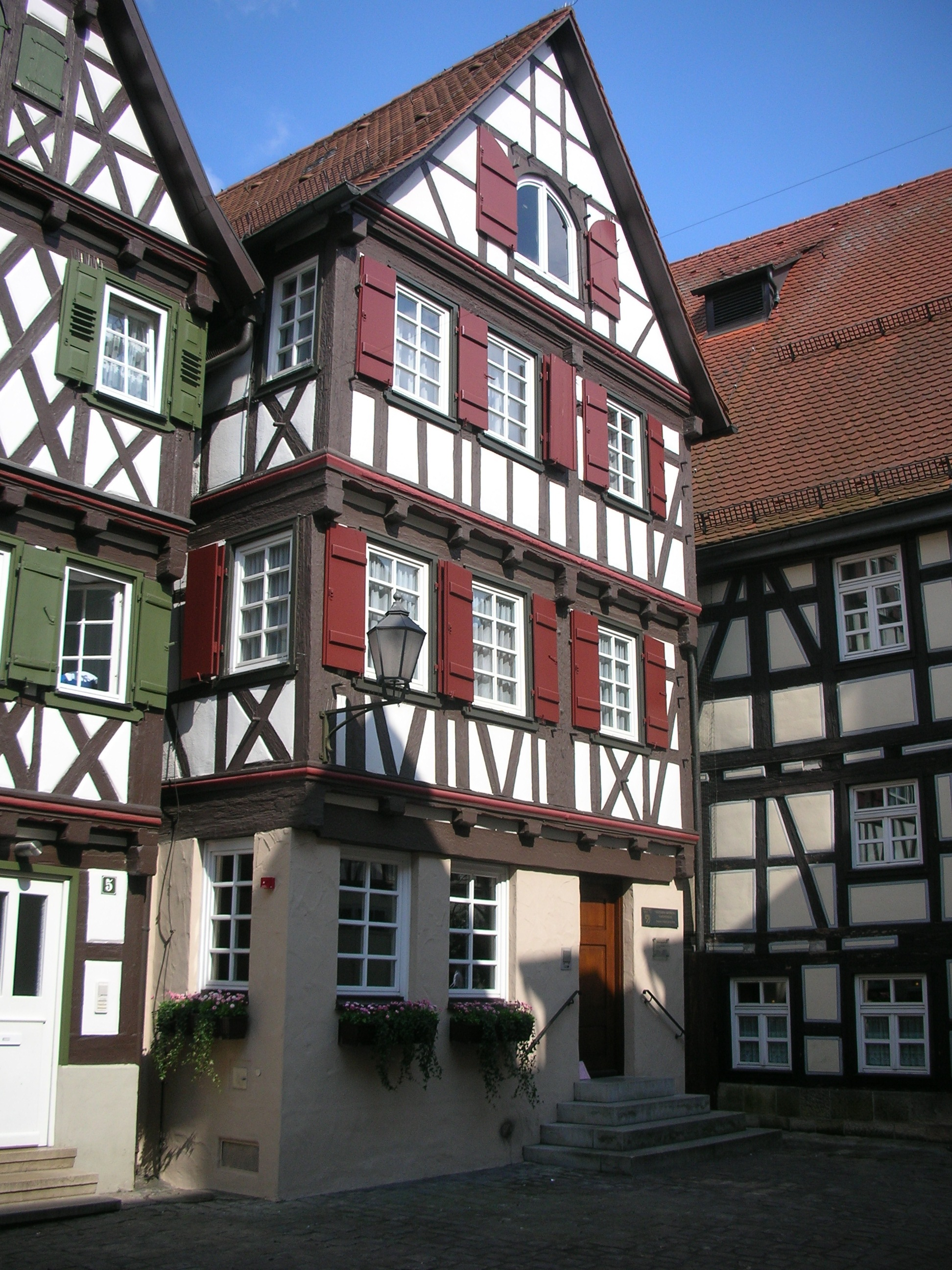
Daimler szülőháza Schorndorfban, jelenleg múzeumként funkcionál

Gottlieb Wilhelm Daimler a Stuttgart melletti Schorndorfban született. Apja Johannes Friedrich Däumler (1801–1875) vendéglátós és pékmester volt, anyja leánykori neve Wilhelmine Frederika Festerer (1803–1864). 1847-re, 13 éves korára hat évet teljesített egy latin iskolában és ez idő alatt keltette fel érdeklődését a gépészet. A reáliskolát 1848-ban fejezte be. Az apja hivatalnoki pályára szánta volna először, de a forradalmi mozgalmak miatt erről letett és a fia Hermann Raithel fegyverkovácsmesternél lett fegyverkovács-tanonc. 1852-ben tette le a segédvizsgát, az ehhez kapcsolódó kézműves tesztet egy pár, gazdagon díszített dupla csövű pisztoly elkészítésével teljesítette. Ugyanebben az évben, 18 éves korában úgy döntött, hogy mechanikus gépészetet tanul és felhagy a fegyverkovács mesterséggel. Ezt követően elhagyta a szülővárosát.
A Ferdinand von Steinbeis, a württembergi ipar fellendítésén dolgozó királyi tanácsos által alapított stuttgart ipariskolába (Königliche Landesgewerbeschule) iratkozott be. Daimler nagyon szorgalmas diáknak számított, még a vasárnap délelőtti különórákra is bejárt. Itt lett tagja a Corps Stauffia Stuttgart hallgatói szövetségnek.
1853-ban Daimler Steinbeis közreműködésével állást kapott az elzászi (akkor még Franciaországhoz tartozó) Grafenstadenben lévő Rollé und Schwilque (R&S) gépgyártó üzemben. Az üzem vezetője Friedrich Messner volt, aki a karlsruhe-i egyetem instruktora volt és ezért az üzemet „egyetemi gyárként” is emlegette. Daimler jól teljesített és mikor a Rollé und Schwilque 1856-ban mozdonyok gyártásába kezdett, a 22 éves Daimler lett a művezető.
Daimler azonban nem maradt meg itt, hanem 1857-59 közötti két évben a Stuttgarti Politechnikai Intézetre járt a tudását tovább bővítendő a gőzmozdonyok működését illetően – valamint hogy meggyőződjön ama szilárd feltevéséről, miszerint a gőz helyettesíthető. Egy kicsi, olcsó és egyszerű hajtóművet akart létrehozni, amit ipari célokra lehet hasznosítani. Vélhetőleg ebben a kor újonnan kifejlesztett gázüzemű hajtóművei (Lenoir-motor) inspirálták.
1860-ban visszatért a Rollé und Schwilque-hez, de 1861-ben felmondott. Ez után előbb Max Eyth mérnöktársával Párizsba utazott, hogy szemügyre vegye Lenoir hajtóművét, melyet teljesen kiforratlannak talált. Rövid ideig egy francia gyárban dolgozott, majd Angliába, a „technológia hazájába” ment, ahol a szigetország vezető gépészeti cégeinél dolgozott és a szerszámgépek terén szerzett ismereteket. 1861 őszétől 1863 nyaráig megfordult Leeds-ben, Coventry-ben és dolgozott a Beyer, Peacock and Company-nél, a Manchester melletti Gortonban. A cég egyik névadója (Beyer) Szászországból való volt. Londonban időzve megtekintette az 1862-es világkiállítást, melyen szerepelt egy gőzhajtású jármű (egy busz) is. Ez a jármű nem volt rá nagy hatással, mivel ekkor a vágya az volt, hogy szerszámgépeket és famegmunkáló gépeket állítson elő.
Külföldről hazatérve Daimler a Geislingen an der Steige településen lévő Metallwarenfabrik Straub gépgyárban (a mai WMF) helyezkedett el, ahol eszközöket, malmokat és turbinákat tervezett, de egyes szándékait nem tudta keresztülvinni, ezért 1865-ben elhagyta ezt a céget. Még 1863-ban felügyelőként csatlakozott a Bruderhaus Reutlingenhez, egy keresztényszocialista eszközkészítőhöz, ahol 1865-ben igazgató lett. Itt töltött ideje alatt találkozott Wilhelm Maybach-hal, egy rendkívüli tehetségű 15 éves árvával, akit pártfogása alá vett és haláláig munka- illetve üzlettársa lett.:482 Daimler szervezői képességének köszönhetően a gyár képes volt profitot termelni, de frusztráltsága miatt 1869-ben felmondott és az év júliusában a Maschinenbau Gesellschaft Karlsruhe gépgyárhoz ment át, ahova hamarosan követte Maybach is.:482
1867-ben Steinbeis javaslatára királyi württembergi kormányzat őt küldte Párizsba, ahol megismerkedhetett a feltörekvőben lévő motoripar akkori fejlettségével. Az út megerősítette azon szándékát, hogy teljes egészében a motorgyártásnak szentelje magát. Itt ismerte meg a Gasmotoren-Fabrik Deutz gázmotorgyár atmoszférikus motorját is, melyet a gyártó csúcsteljesítményként reprezentált.

## Nikolaus Otto alkalmazásában
Mikor 1872-ben az N. A. Otto und Cie. újjászervezte a kölni Deutz gázmotorgyárat – a világ akkori legnagyobb, rögzített helyzetű hajtóműveket gyártó cégét –, a vezetés Daimlert alkalmazta technikai igazgatóként. Daimler augusztusban csatlakozott a vállalathoz, magával hozva Maybachot is főtervezőnek a következő évben.:482 Igazgatókként Daimler és Otto is a gázüzemű hajtóművek fejlesztésére fókuszált. Tizennégy évnyi munka után, 1876-ra Otto kifejlesztett egy gáznemű üzemanyaggal működő, sűrítéses négyütemű motort. Otto arra számított, hogy a találmánya le fogja váltani a gőzgépeket a következő években, annak ellenére, hogy a szerkezete egyszerű volt és nem volt hatékony. Daimler felfuttatta ugyan a gyártást, de Otto vertikális dugattyújának gyengesége Daimler makacs ragaszkodásával az atmoszférikus gőzgépekhez együttesen oda vezetett, hogy a cég zsákutcába került.:482 A kialakult személyes nézeteltérésnek Daimler és Otto között állítólag az is oka volt, hogy Otto féltékeny lett Daimlerre annak egyetemi tanulmányai és nagy tudása miatt. Daimler kisméretű hajtóműveket akart építeni, melyek alkalmasak lettek volna szállítási célokra, de Otto nem volt nyitott erre. Mikor Otto kizárta Daimlert a hajtómű szabadalmaiból, nagy ellenségeskedés támadt köztük. Sem Otto, sem Daimler nem akart engedni a másiknak és mikor felkínálták Daimlernek, hogy Szentpétervárott vállalja el az ott létrehozandó Deutz-üzem vezetését, vagy mondjon le, az utóbbi mellett döntött (1882) és Cannstattban hozott létre egy üzemet a Deutznál kapott fizetéséből megspórolt összegekből és a vállalatból való 112 000 aranymárkányi részesedéséből, amit a felmondásakor kapott a Maybachhal közösen elért szabadalmaiért.:482–483 where he was shortly joined by Maybach.:482
Otto 1877-ben szabadalmaztatta a találmányát, de a 25 szabadalma közül az egyiket megtámadták és elveszítette. Daimler meg akarta alkotni a saját hajtóművét és attól tartott, hogy Otto szabadalma lehetetlenné teszi ezt, ezért fogadott egy ügyvédet, aki úgy találta, az „előző fajta” négyütemű hajtóművet 1862-ben Párizsban szabadalmaztatta már Beau de Rochas francia gépész.

## Önálló vállalkozóként

### Kisméretű és nagy sebességű motorok független feltalálója (1882)

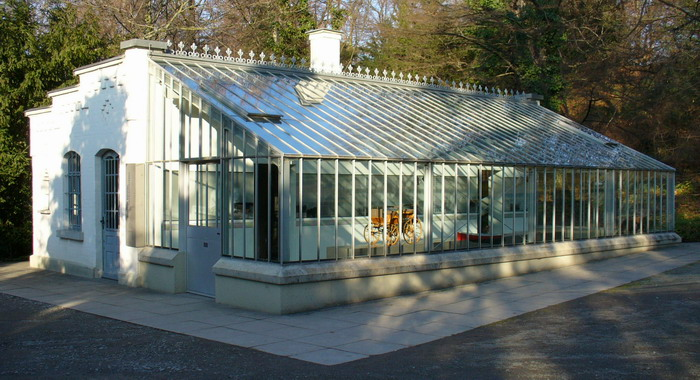
Daimler nyári rezidenciája Cannstattban

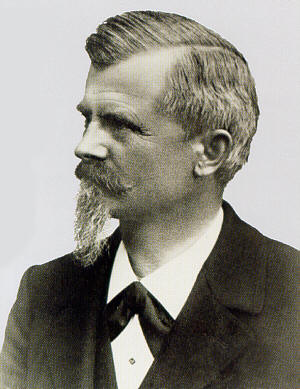
Wilhelm Maybach 1900 körül

Daimler 1882 nyarán költözött Cannstattba, ami ekkor még egy külön település volt közvetlenül Stuttgart mellett. A Taubenheimstraßén vett egy házat a 75 000 aranymárkás kompenzációból, amit a Deutz-AG-től kapott. Maybach az év szeptemberében követte ide. A kertben lévő tágas üvegházat megtoldották egy téglából készült résszel és ez lett a műhelyük. A munkásságuk gyanakvóvá tette a szomszédaikat, akik pénzhamisítóknak vélték őket és a rendőrségen feljelentést tettek ellenük. A rendőrség szerzett egy kulcsot a kertésztől és a tulajdonosok távollétében házkutatást tartottak, de csak hajtóműveket találtak.
Cannstattban Daimler és Maybach:482 megépítették a hajtóművüket. Daimler ragaszkodott ahhoz, hogy hagyják el „az esetlen, komplikált dugattyús hengerű gyújtást”,:483 és helyette az angol Watson által kifejlesztett forró csöves rendszert alkalmazzák, mivel az elektronikus rendszerek túl lassan működtek.:483
Daimler és Maybach hosszú órákon át vitatkozott azon, hogy milyen üzemanyaggal lenne érdemesebb működtetni Otto négyütemű motorját és végül a kereskedelemben általánosan kapható kőolajpárlat mellett döntöttek. Desztillálás révén a kőolajból kinyert legfőbb anyagok a kenőolaj, a lámpaolajnak használt kerozin és a ligroin voltak, mely utóbbit akkoriban főleg tisztítószerként használtak és gyógyszertárakban lehetett kapni.

### Az „Álom-motor” (1883)
1883 végén Daimler és Maybach benyújtotta szabadalomra az első ligroint üzemanyagul használó hajtóművét. A szabadalmat 1883. december 16-án jegyezték be. A szerkezet teljesítette Daimler azon elvárását, hogy kicsi legyen és olcsó, emellett elég gyors volt ahhoz, hogy percenkénti 750-es fordulat mellett használható legyen. A következő négy év során a sebességét 900 fordulat/percre sikerült fokozni. 1884 elejére Daimler három ilyen motort épített és az egyik lendkerékkel is el volt látva. Ez az eszköz kisebb és könnyebb volt, mint a többi feltaláló hasonló szerkezete ekkoriban. Daimler egészen 1897-ig a forrócsöves gyújtást használta, ekkor azonban átvette a Robert Bosch által kifejlesztett elektromos gyújtást.

### AStanduhrmotor (1885)

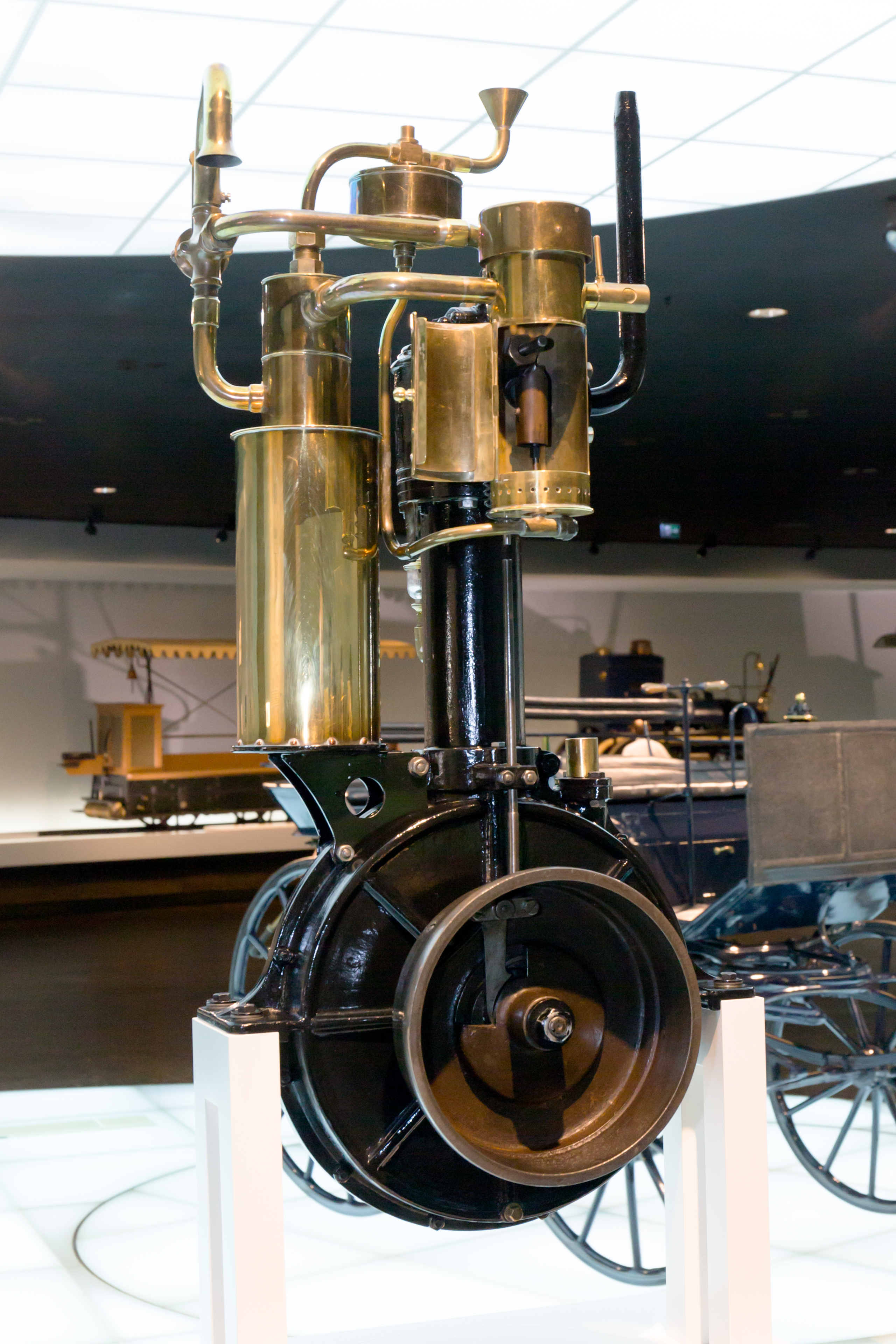
A Standuhr 1885-ből

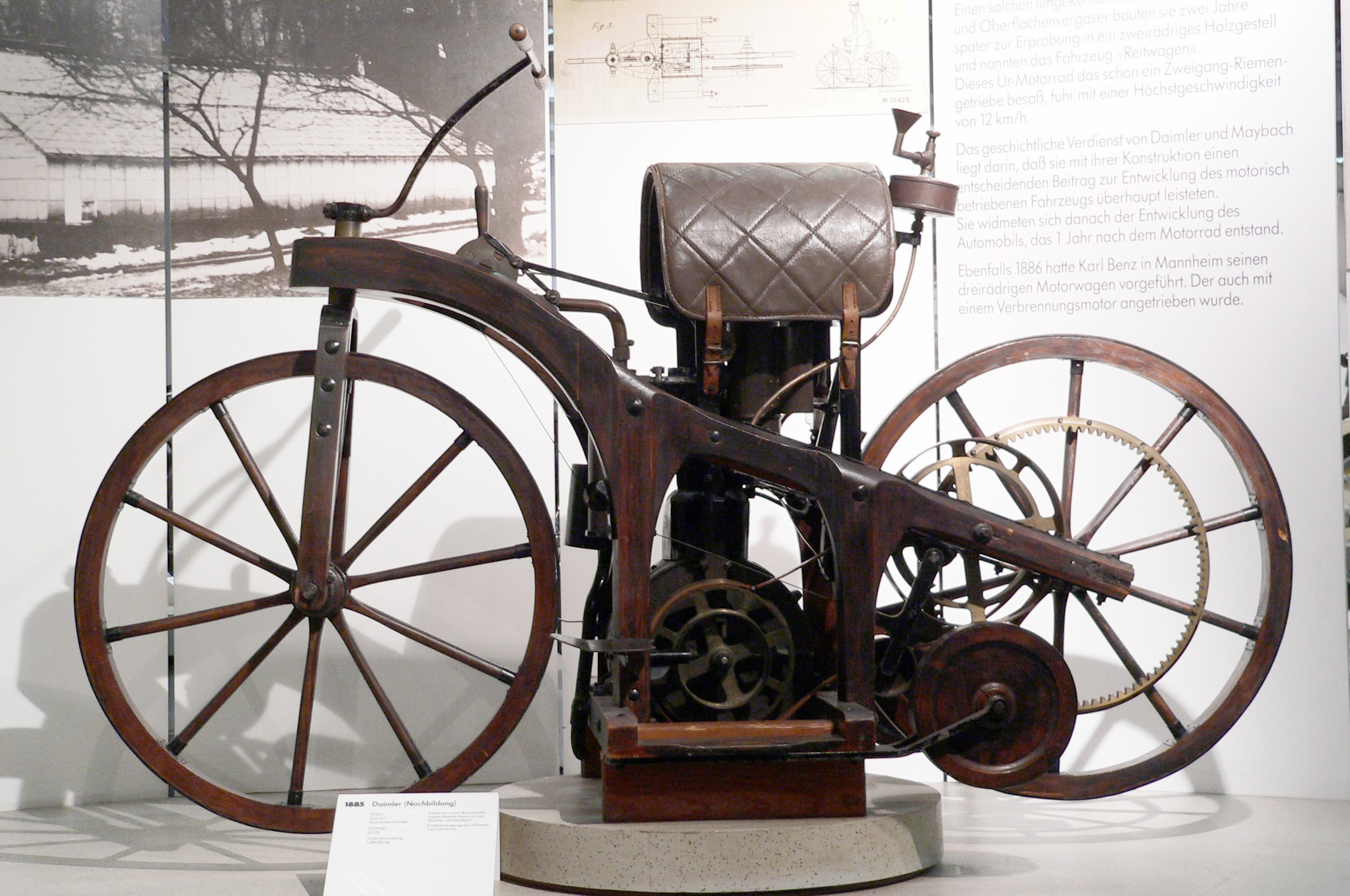
A Reitwagen, az első belső égésű hajtóművel ellátott motorbicikli (1885)

1885 végére Maybach és Daimler kifejlesztették azt a motort, melyet minden modern benzinmotor elődjének tartanak. A jellemzői a következők voltak:
- egy vertikális henger (264 cm³),[18] (58x100 mm)[18]
- léghűtés
- nagy öntöttvas lendkerék
- forradalmian új izzítógyertya gyújtás[m 3] (28022-es számú szabadalom)
- 0,5 lóerő teljesítmény[18]
- vezérműtengely által kontrollált kipufogószelep, ami nagy sebességet tett lehetővé
- 600 fordulat/perc sebesség (mikor más gépek csak 120-180 fordulat/percre voltak képesek)[19]
- karburátor[20]
- 50 kg-os tömeg[18]
- 76 cm-es magasság[18]

1885-re megalkották a karburátort, ami a gázolajt levegővel keverte el és lehetővé tette üzemanyagként való használatát. Ugyanebben az évben Daimler és Maybach megépítette a motor egy nagyobb változatát, ami még mindig viszonylag kompakt volt, de már vertikálisan elhelyezett, 100 cm³ hengerűrtartalmú volt és 1 lóerő teljesítmény leadására volt képes 600-as fordulatszám mellett. A motor a DRP 28-022 szabadalmi számot kapta „hűtés nélküli, hőszigetelt motor nem szabályozott forró csöves gyújtással” leírással. Daimler a Standuhr nevet adta neki, mivel hasonlított egy ingaórára.
1885 novemberében Daimler a motor egy kisebb, 0,5 lóerős verzióját egy fából készült, két segédkerékkel ellátott kétkerekűre szerelte, amivel létrehozta az első belső égésű motorral ellátott motorkerékpárt (Szabadalmi szám: DRP 36-423 "Gáz- vagy kőolaj hajtotta jármű").:483 A szerkezet a Reitwagen nevet kapta. Maybach három kilométert tett meg vele a Neckar partján haladva Cannstatt és Untertürkheim között, miközben elérte a 12 km/h sebességet is.

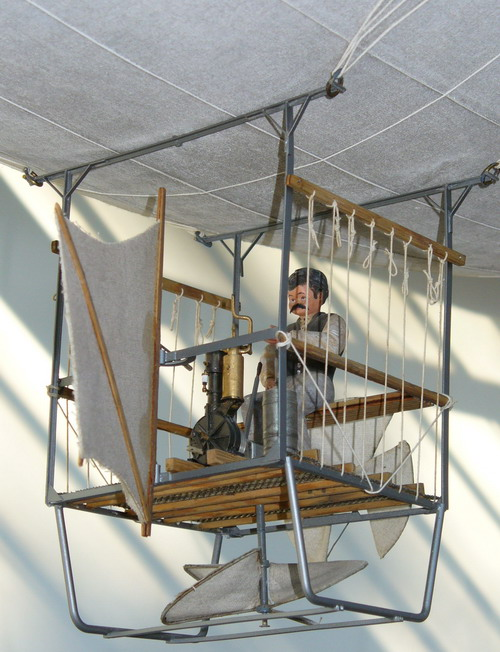
Az 1888-ban Daimler motorral szerelt Wölfert-féle léghajó modellje

## Az első automobil (1886)

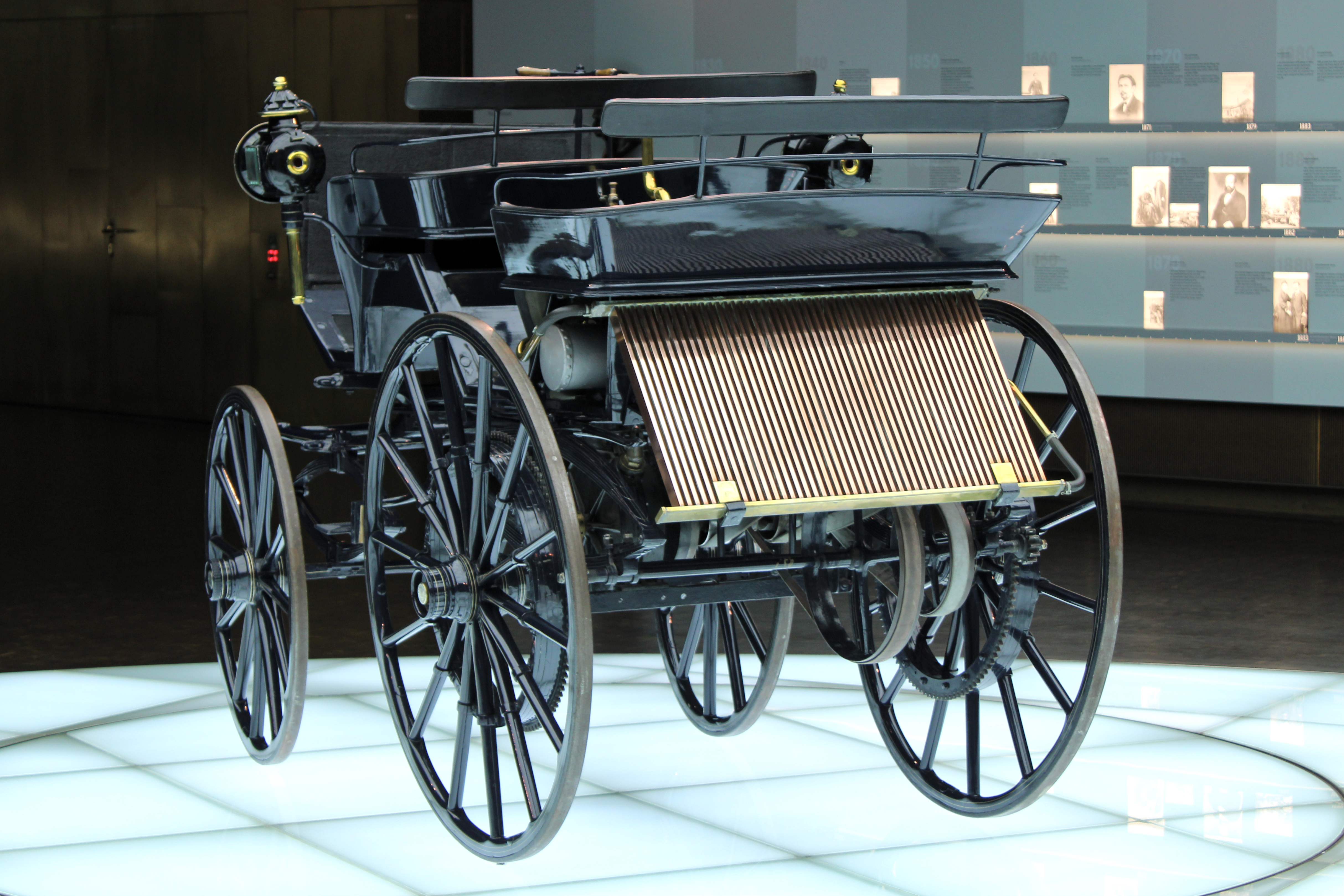
A Daimler Motorkocsi (1886)

1886-ban Karl Benz és Gottlieb Daimler egymástól függetlenül, mindössze 130 km-re egymástól megépítették első gépjárművüket. Benz Mannheimben az egyik saját maga által épített hajtóművet építette be a Motorwagenjébe, ami 1886. január 29-én kapta meg a szabadalmat. Daimler a saját gépjárművét akkor állította elő, miután a célra már elég erősnek ítélte a motorját.
1886. március 8-án Daimler és Maybach titokban vásárolt egy Americain típusú hintót a Wilhelm Wimpff und Söhne hintógyártó cégtől, amiről a szomszédoknak azt mondták, Daimler feleségének szánják születésnapi ajándékul. Maybach felügyelte a Standuhr-motor nagyobb, 1,1 lóerős 462 cc (28 cu in) 70x120 mm hengerűrtartalmú verziójának felszerelését, amit a Maschinenfabrik Esslingen végzett.:483 Ez lett az első olyan négykerekű jármű, amely elérte a 16 km/h-t. A hajtómű erejét szíjakkal juttatták el a meghajtott hátsó tengelyhez. A motorkerékpárhoz hasonlóan ezt is az Untertürkenheimbe vezető úton próbálták ki, amerre manapság a MHPArena (korábbi nevén. Gottlieb-Daimler-Stadion) található.

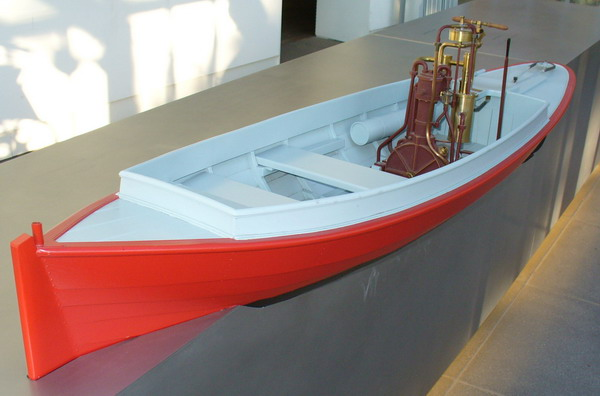
Az 1885-ben Daimler motorral szerelt Neckar motorcsónak modellje

Daimler azon óhajának eleget téve, hogy a motort minden lehetséges módon alkalmazzák, Daimler és Maybach más szállítójárműveken is kipróbálták:
- Vízen (1886-ban), egy 4,5 m hosszú csónakba szerelve, amivel 6 csomós (11 km/h) sebességet értek el. A csónak a Neckar nevet kapta a folyó után, amin kipróbálták. (Szabadalmi száma: DRP 39-367). Ez számít az első motorcsónaknak és a motorcsónakok gyártása hamarosan Daimler fő terméke lesz több éven át. Az első vevők hangot adtak azon félelmüknek, hogy a benzines motor felrobbanhat, ezért Daimler a motort egy kerámia borítás alá rejtette és azt állította, hogy a csónak „olaj-elektromos” meghajtással működik.
- Utakon autókba és villamosokba szerelve.
- Levegőben egy léghajón, melyet a lipcsei Dr. Friedrich Hermann Wölfert tervezett. A szerkezetet a tervezője kézzel üzemeltetett hajtóművel látta el, ezt cserélték le a Daimler-féle motorral. Sokan első kormányozható léghajónak tekintenek. Az újfajta léghajóval Daimler 1888. augusztus 10-én eredményes utazást abszolvált Seelberg felett.

Az első licenceiket 1887-ben adták el külföldre és Maybach utazott ki képviselőként az 1889-es párizsi világkiállításra, hogy bemutassa a motorok képességeit.

## Az első Daimler-Maybach automobil, aStahlradwagen(1889)
| • nagy sebességű, négyütemű benzinmotor      |
| • üzemanyag porlasztás                       |
| • 2 henger V alakú elrendezésben 2           |
| • gomba formájú szelepek                     |
| • vízhűtés                                   |
| • 4 sebességfokozatú sebességváltó           |
| • forradalmian új tengelyvégcsapos kormánymű |

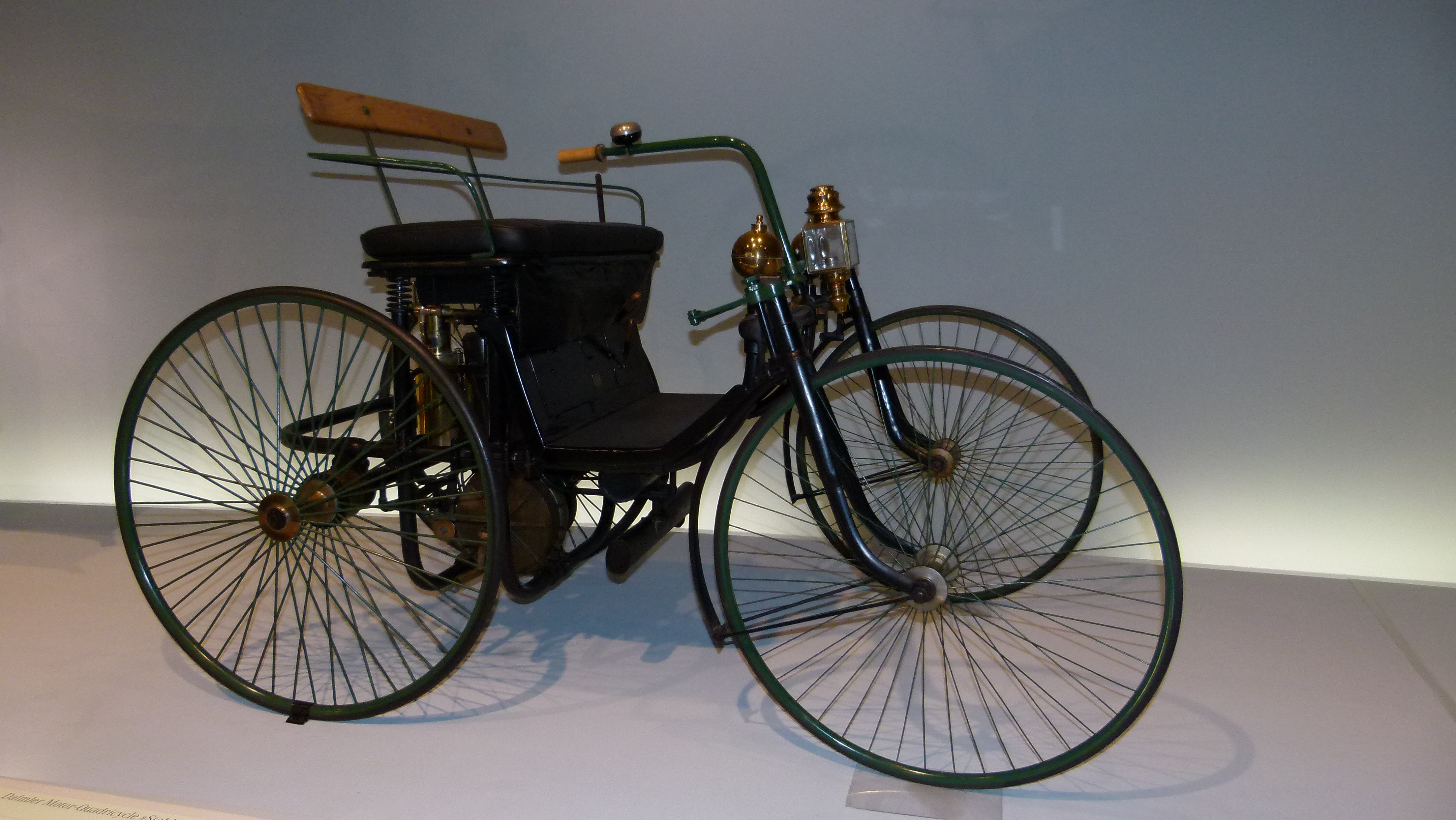
A Stahlradwagen 1889-ből

A motoreladások növekedtek, főként a csónakokba szántaké. 1887 júniusában Daimler még egy birtokot vett a cannstatti Seelbergen. Ez az új telephely kissé távolabb volt már a várostól, a Ludwigstraße 67 alatt. A váltásra azért volt szükség, mert Cannstatt polgármestere rosszallotta az eddigi műhelyt. A 30 000 aranymárkából megépült új létesítményben 23 alkalmazottnak volt hely. Daimler vitte a kereskedelmi ügyeket, míg Maybach a tervezői feladatokat látta el. 1889-ben a két férfi megépítette a Stahlradwagent, az első olyan automobiljukat, melyet már nem egy lovaskocsiból alakítottak ki, hanem a biciklik kinézete ihletett meg. Németországban nem gyártották ezeket a járműveket, de a franciák megvették a licencét és a két német mérnök 1889 októberében mutatta be a párizsi közönségnek. Ugyanebben az évben elhunyt Daimler felesége, Emma Kurtz.
A Daimler-motorok licenc alapján való gyártása teremtette meg a francia autóipart, de nagy hatással volt a brit és amerikai járműipar fellendülésére is.

## A Daimler-Motoren-Gesellschaft és aPhönixmotor (1890–1900)

### "Lepaktálás az ördöggel"

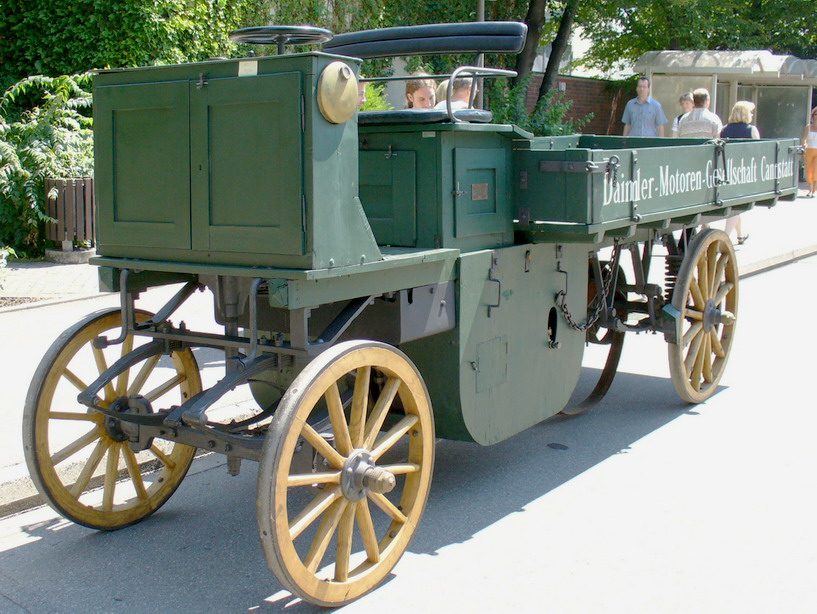
A DMG Lastwagen 1896-ból, az első benzinnel működtetett teherautó

1882 és 1890 között Daimler ellenállt a kísértésnek, hogy a vállalkozását egyesítse egy másik céggel vagy részvénytársasággá tegye.[forrás?] Látta ugyanis, hogy túl sok hozzá hasonló szakember járt pórul ily módon a jelentős találmányával. Sokukat kiszorították a részvényesek, akik úgy vélték „jobban tudják” hogyan kell működtetni az épp megvett vállalatot, mint az, aki létrehozta. Ez a jelenség nem ritka az üzleti világban. Így járt ekkoriban például Henry Ford, Ransom E. Olds, Karl Benz, August Horch és még sokan mások.
Azonban a motorok iránti kereslet fokozódásával és minden területen – motorcsónakoktól a vasúti kocsikig:483 – való használatuk miatt Maybach és Daimler terjeszkedni kezdett, amihez igyekeztek támogatókat bevonni. Max Duttenhofer lőporgyártó, Kilian von Steiner iparmágnás és bankár, valamint Wilhelm Lorenz lőszergyártó anyagi segítségével 1890. november 28-án létrehozták a Daimler Motoren Gesellschaftot, aminek Daimler lett az igazgatója és Maybach lett a főmérnöke. A célja kis méretű, nagy sebességű motorok gyártása volt, melyeket a szárazföldön, a vízen és a levegőben egyaránt lehetett használni szállítási célokra. Ezt a hármas alkalmazhatóságot mutatta Daimler vázlata egy háromágú csillagról, ami később a márka logójának alapjául szolgált.
Számos német történész Daimlernek a tőkebevonásra tett lépését az ördöggel való lepaktálásként értékeli. Az új befektetők ugyanis nem hittek az autógyártásban és ehelyett inkább a rögzített helyzetű gépek gyártókapacitását növelték, azt fontolgatva, hogy a DMG-t egybeolvasszák a Nikolaus Otto vezette Deutz-AG-val. Daimler és Maybach viszont inkább automobilokat épített volna és ezért ellenezték Duttenhofer és Lorenz terveit. A részvényesek 1891. február 11-én Maybachtól megtagadták a vezetői testületben való részvételt, ami után ő elhagyta a vállalatot. A tervezési munkát ezután is folytatta cannstatti otthonából, majd Daimler támogatásával a bezárt Hermann Hotelbe költözött át 1892 őszén. A hotel báltermét és téli kertjét használta műhelyként tizenkét munkást és öt tanoncot alkalmazva.
A DMG 1892-ben adta el az első automobilját. Az ekkor 58 éves Gottlieb Daimler ekkorra szívelégtelenségekkel küzdött már és 1892-93 telén összeomlott a keringése. Az orvosa egy firenzei utat írt elő neki. Az olasz városban ismerte meg Lina Hartmannt, egy nála 22 évvel fiatalabb özvegyet, aki a hotelt vezette ahol megszállt. 1893. július 8-án házasodtak össze és a nászútjukat Chicagóba tették, ahol ekkor rendeztek világkiállítást.
Innen visszaérkezve Daimler megfogadta, hogy visszaszerzi a cég feletti irányítást. A Lorenz-cel való vitája ez után is folytatódott. Daimler megpróbált 102 részvényt venni, hogy a holding többségi tulajdonosává válhasson, de eltávolították a technikai igazgatói pozíciójából. A cég 400 000 aranymárkás adóssággal rendelkezett ekkor. A többi igazgató csőd bejelentésével fenyegette meg Daimlert amennyiben nem adja el az összes részesedését és az előző 30 évben született összes személyes szabadalmát nekik. Daimler elfogadta az ajánlatot és 66 666 aranymárkát kapott tőlük, majd 1893-ban lemondott.

### A DMG-n kívül – aPhönixmotor
1894-ben a Hermann Hotelben Maybach és Daimler illetve utóbbi Paul nevű fia egy harmadik, egysoros motort is megtervezett, ami a Phönix nevet kapta. Főbb jellemzői a következők voltak:
- A hengereket egy öntött blokkban helyezték el álló helyzetben, egymással párhuzamosan.
- Vezérműtengely[m 6] szabályozta kipufogószelep.
- Öntözőrózsa kialakítású karburátor[m 7] (Maybach szabadalma 1893-ból)
- Továbbfejlesztett ékszíj.

Daimler és Maybach továbbra is együtt munkálkodtak. Megépítettek egy négyhengeres motort Maybach karburátorával. A Párizs-Rouen közötti első szervezett autóversenyen a DMG összes autóját felülmúlták vele.

### Visszatérés a DMG-hez
Frederick Simms, egy német születésű üzletember, Gottlieb Daimler régi barátja 17 500 fontot kínált a Daimler-licencekért, amivel stabilizálni lehetett volna a DMG anyagi helyzetét, de cserében ragaszkodott ahhoz, hogy az immár 60 éves Gottlieb Daimlert visszavegyék. [forrás?]
Daimlert ennek hatására visszatért és 200 000 aranymárka értékben kapott részvényeket a DMG-ből, további 100000-et bónuszként. Simms jogot kapott a "Daimler" név használatához és ez szerepelt a brit cég márkanevében "(Daimler Company)".[forrás?] A DMG 1895-ben gyártotta le az 1000. motorját, Maybach pedig főmérnökként tért vissza 30 000 részvényt kapva.[forrás?]

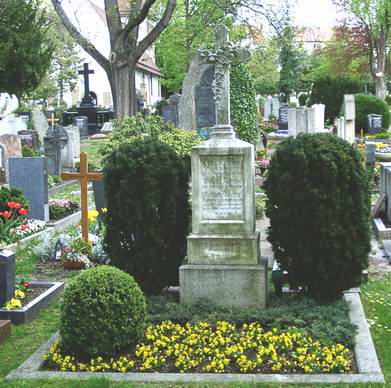
Gottlieb Daimler sírja

Ezen időszek alatt hozzájárultak ahhoz, hogy a Daimler motorokat licenc alapján a világ számos részén gyártsák:
- Franciaország – 1890-től a Panhard et Levassor és a Peugeot
- Egyesült Államok – 1891-től a Daimler Motor Company |Long Island City-ben az amerikai és német zongorakészítő Steinway & Sons bevonásával[27][28][29][30][31]
- Egyesült Királyság – 1893-tól Frederick Simms Daimler Motor Syndicate-je, ami 1896-tól a Daimler Motor Company nevet viselte
- Ausztria – az Austro Daimler által

Gottlieb Daimler 1900-ban hunyt el, mindenkori társa, Wilhelm Maybach 1907-ben mondott fel a DMG-nél.

## A Daimler-Benz megalapítása
A Daimler fejlesztette ki az első folyékony üzemanyaggal működő járművet 1885-ben és Karl Benz fejlesztette ki az első kimondottan automobilnak készült kétütemű motort pár hónappal később. Gottlieb Daimler és Karl Benz egyszer sem találkoztak egymással míg ezen újításaikon dolgoztak. 1896-ban a DMG beperelte a Benz & Cie-t az 1883-as forró gyújtásra vonatkozó szabadalmuk megsértése miatt. A pert Daimler nyerte és Benz-nek jogdíjat kellett utólag fizetnie. Daimler és Benz nem találkoztak egymással a Mannheimben zajló perük ideje alatt. Később, a Közép-európai Motorgépjármű Szövetség alapításakor sem beszéltek egymással.
A Daimler halála utáni években a két vállalat számos téren együttműködött egymással, végül 1926. június 28-án a Daimler-Motoren-Gesellschaft (DMG) és a Benz & Cie – a világ két legrégebbi autógyártója – fúziós megállapodást írt alá. Az új vállalat a Daimler-Benz AG nevet kapta.

## Emlékezete
- 1993 és 2008 júliusa között az ő nevét viselte a stuttgarti stadion (Gottlieb-Daimler-Stadion). A 2006-os Németország rendezte labdarúgó világbajnokságon hat mérkőzést játszottak itt. 2008-tól 2023-ig a létesítmény a Mercedes-Benz Arena nevet viselte, 2023 óta a MHPArena nevet viseli.
- Gottlieb Daimler mottója így hangzott: Das Beste oder nichts ("A legjobbat vagy semmit").[33] A Daimler AG ezt a mottót tette szlogenjévé 2010-ben.

## Fordítás
- Ez a szócikk részben vagy egészben  a   Gottlieb Daimler című angol Wikipédia-szócikk ezen változatának fordításán alapul.  Az eredeti cikk szerkesztőit annak laptörténete sorolja fel. Ez a jelzés csupán a megfogalmazás eredetét és a szerzői jogokat jelzi, nem szolgál a cikkben szereplő információk forrásmegjelöléseként.
- Ez a szócikk részben vagy egészben  a   Gottlieb Daimler című német Wikipédia-szócikk ezen változatának fordításán alapul.  Az eredeti cikk szerkesztőit annak laptörténete sorolja fel. Ez a jelzés csupán a megfogalmazás eredetét és a szerzői jogokat jelzi, nem szolgál a cikkben szereplő információk forrásmegjelöléseként.

## Külső linkek
- Daimler und Benz Stiftung, <http://www.daimler-benz-stiftung.de>. Hozzáférés ideje: 16 July 2016
- The workaholic who made the automotive revolution possible
- Gottlieb-Daimler Memorial Archiválva 2018. október 20-i dátummal a Wayback Machine-ben
- 1883: the high-speed engine with hot-tube ignition system from Daimler  Archiválva 2018. október 20-i dátummal a Wayback Machine-ben
- Daimler's Dream Engine of 1883
- Encarta article( Archiválva 2009. augusztus 7-i dátummal a Wayback Machine-ben 31 October 2009)
- The Maybach S600 - Mercedes Benz tribute to Wilhelm Maybach